# Mångsporig citronlav
Mångsporig citronlav (Candelaria concolor) är en lavart som först beskrevs av Dicks., och fick sitt nu gällande namn av Stein. Mångsporig citronlav ingår i släktet Candelaria och familjen Candelariaceae.  Arten är reproducerande i Sverige. Inga underarter finns listade i Catalogue of Life.

## Bildgalleri

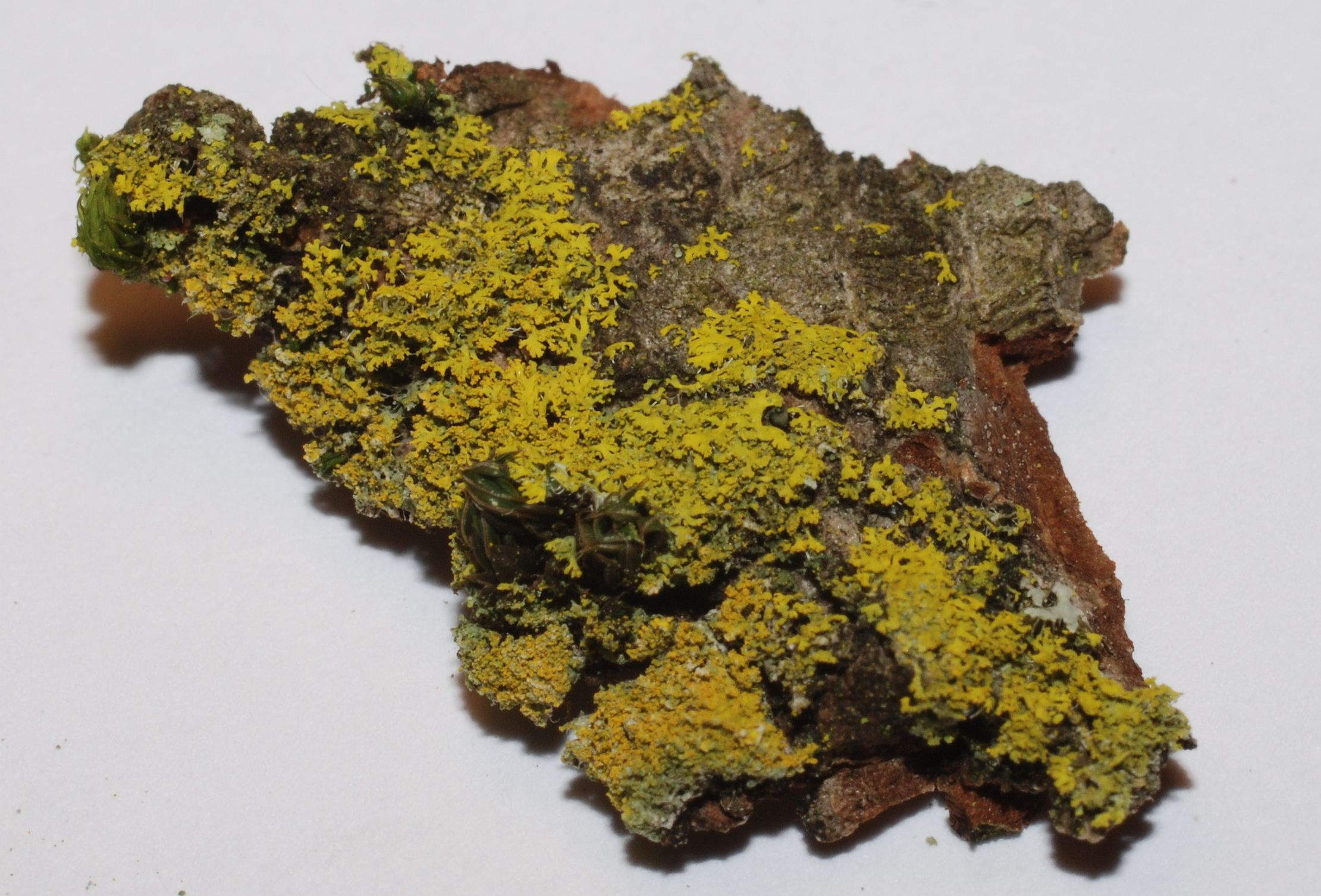